# Альфаро Самора, Хосе Мария
Хосе Мария Альфаро Самора (исп. José María Alfaro Zamora ; 20 марта 1799, Алахуэла, ви́це-короле́вство Новая Испания — 12 июня 1856, Алахуэла) — коста-риканский государственный и политический деятель, дважды глава государства Коста-Рика (1842—1844 и 1846—1847), президент Коста-Рики (с 1 по 8 мая 1847), предприниматель, адвокати судья.

## Биография
Латифундист и предприниматель, владел кофейными плантациями и лесопилкой рядом с Алахуэлой. Был членом лесопромышленной компании в Никарагуа.
С 1825 по 1827 год работал помощником депутата парламента от Алахуэлы, в 1828 г. — заместителем мэра родного города, с 1829 по 1831 год — депутат от Алахуэлы, с 1834 по 1836 — депутат от Эредии. В 1841 г. стал политическим лидером западного департамента, а с 1841 до 1842 г. занимал должность суьи Судебной палаты.
В конце сентября 1842 года, пришедший к власти в результате государственного переворота Антонио Пинто Соарес отказался от должности главы государства в пользу Альфаро. Во время нахождения при власти построил дорогу, соединившую Сан-Хосе с Пунтаренасом, основал Университет Санто-Томас, принял конституцию 1844 года и положил начало газете «Mentor Costarricense». В 1844 году проиграл выборы Франсиско Марии Ореамуно Бонильи.
В июне 1846 года после очередного государственного переворота Альфаро снова стал главой государства. Во время его правления Пунтаренас был провозглашен свободным портом и принята конституция 1847 года. Несмотря на то, что в 1847 году Альфаро Самора проиграл выборы, он стал вице-президентом в администрации Хосе Марии Кастро.
Однако в должности вице-президента он пробыл недолго — уже через несколько месяцев его обвинили в коррупции и отстранили от должности, после чего Альфаро был вынужден уехать в Панаму.
Впоследствии вернулся на родину, впрочем, участия в ее политической жизни больше не принимал. Умер летом 1856 года из-за холеры.